# Fjodor Fjodorovics Usakov
Fjodor Fjodorovics Usakov (oroszul Фёдор Фёдорович Ушако́в, 1744. február 24. – 1817. október 14.) orosz tengernagy, az egyik leghíresebb orosz tengerész. A pravoszláv egyház 2001-ben szentté avatta.

## Ifjúkora
Fjodor Usakov 1744. (vagy 1745) február 24-én született Burnakovo faluban, a Jaroszlavli kormányzóságban. Apja, Fjodor Ignatyjevics szegény nemesember, a Preobrazsenszki ezred nyugalmazott őrmestere volt. Fjodor 1761-ben jelentkezett a szentpétervári tengerészeti kadétiskolába. 1766-os végzése után a Balti-tengeren szolgált egy evezős gályán.

## Az 1768–74-es orosz–török háborúban
1769-ben a Doni (Azovi) flottillához vezényelték át és harcolt az 1768–1774-es orosz–török háborúban. Június 30-án hadnaggyá nevezték ki. 1772 végén kapta meg az első hajóját, a Kurjer nevű naszádot, amellyel a Krím-félsziget déli partjai mentén járőrözött. 1773-ban egy 16 ágyús hajóval részt vett a Balaklava melletti török partraszállási kísérlet meghiúsításában. A háború után, 1775-től fregattot kapott, majd 1780-ban rövid ideig II. Katalin cárnő jachtjának parancsnoka volt, de még ebben az évben átvezényelték a Viktor nevű sorhajóra, amellyel a Földközi-tengeren demonstrálta az orosz jelenlétet és védte a kereskedőhajókat a kalózoktól. 1783-tól a Fekete-tengeri Flottánál felügyelte a hajóépítést Herszonban és a szevasztopoli flottatámaszpont építését. Első kitüntetését, a Szent Vlagyimir-rend IV. fokozatát a Herszonban kitört pestisjárvány sikeres elfojtásáért kapta.

## Az 1787-92-es orosz–török háborúban

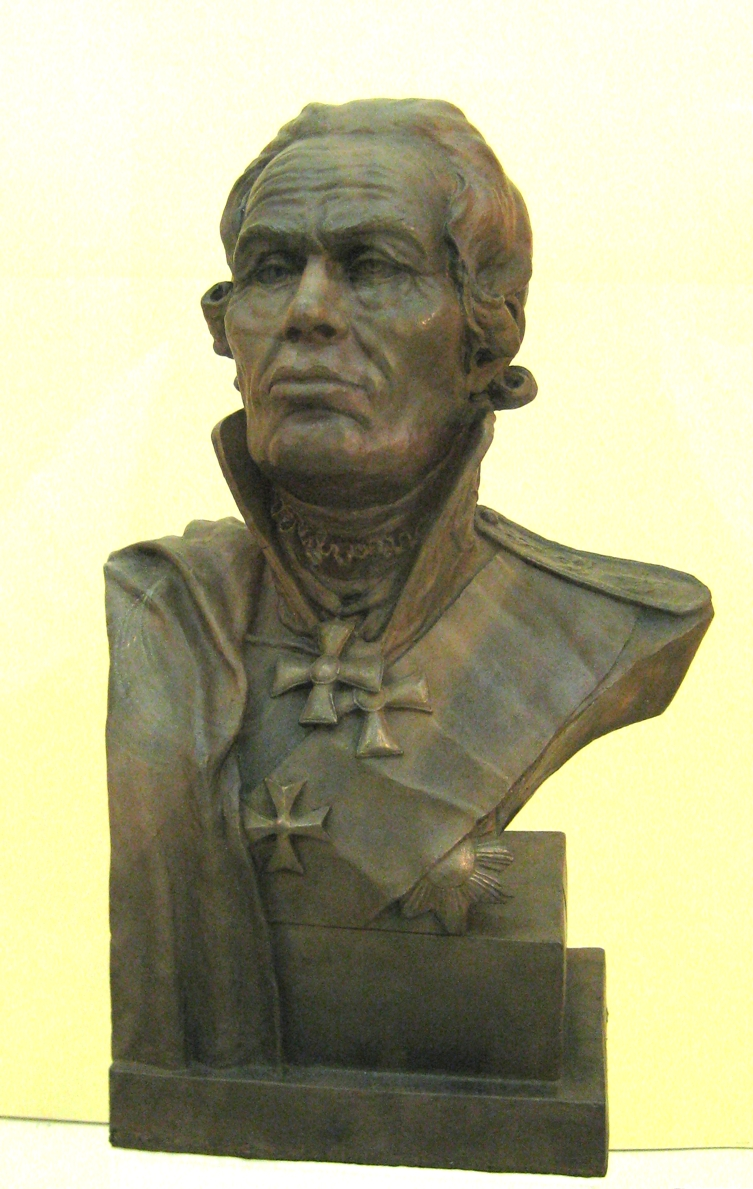
Usakov arca a Geraszimov-módszerrel rekonstruálva

Az újabb orosz–török háború 1787-es kitörésekor a Fekete-tengeri Flotta elővédjét vezette a Szvjatoj Pavel sorhajón. Usakov kiváló parancsnoknak bizonyult, gyors helyzetfelismerésével, hajói csatarendjének gyakori megváltoztatásával rendszeresen meglepte az ellenfelet. Szakított a hagyománnyal, hogy zászlóshajóját védett pozícióba, a csatarend közepére helyezze; ehelyett legerősebb hajóiból csapásmérő erőt szervezett amit ő maga vezetett és határozottan csapott le (többnyire a török zászlóshajóra). Újszerű elképzeléseivel megreformálta a tengerészeti hadművészetet és megalapozta az orosz taktikai iskolát.
1788. július 14-én a kígyó-szigeti csatában Usakov 2 sorhajóval és 10 fregattal legyőzte a 15 sorhajóval és 8 fregattal felvonuló török flottát, annak ellenére, hogy tűzereje csak 550 ágyú volt Hasszán pasa 1110-ével szemben.
1790. július 19-én a kercsi csatában futamította meg az oszmán flottát. Itt 10 orosz sorhajó és 6 fregatt állt szemben 10 török sorhajóval és 8 fregattal, de tűzerőben Usakov szintén 836:1100 arányú hátrányban volt. A vesztes csata miatt a szultán lemondott a Krím-félszigeten tervezett partraszállásról.
1790. szeptember 8-9-én a Tendra-földnyelvnél győzte le a szintén fölényben lévő törököket (14 sorhajó és 8 fregatt szemben a 10 orosz sorhajóval és 6 fregattal, az ágyúk számában 1400:830 aránnyal). Az orosz veszteség 21 halott és 25 sebesült volt, míg a törökök elvesztettek két sorhajót és három kísérőhajót, valamint több mint kétezer tengerészt.
1791. augusztus 11-én a bulgáriai Kaliakra-foknál Usakov 12 sorhajóval és két fregattal verte meg az oszmán flotta 18 sorhajóját és 17 fregattját. Győzelmeiért 1783-ban ellentengernaggyá, 1793-ban pedig altengernaggyá léptették elő.

## A napóleoni háborúkban
1798-1800-ban I. Pál cár a földközi-tengeri orosz flotta parancsnokává nevezte ki Usakovot, akinek feladata a franciaellenes koalíció tengeri erőinek támogatása volt. A hadműveletek a francia fennhatóság alatt levő Ión-szigetek megszállásával kezdődtek, ahol a megerődített Korfu sikeres ostroma után létrehozták a Hét Sziget Köztársaságát. Az orosz kontingens ezután blokád alá vette Genovát és Anconát, valamint megszállta Rómát és Nápolyt. A cár ezután Málta ellen küldte Usakovot. A szigetet ekkor már egy ideje blokád alatt tartotta a Nelson vezette brit flotta és az angol tengernagy tiltakozott az orosz segítségnyújtás ellen (feltehetően azért, mert Usakov magasabb rangban volt és ő vezényelte volna le a sziget megszállását).
Az orosz flotta 1800-ban visszatért Szevasztopolba. 

## Utolsó évei
Az 1801-ben trónra lépő I. Sándor cár nem kedvelte Usakovot, leváltotta a Fekete-tengeri Flottától és a Balti-tengeri evezős gályák, valamint Szentpétervár flottaparancsnokságot bízta rá. A megalázott tengernagy 1807-ben kérte nyugalmazását és a mordvinföldi Szanakszar-kolostorba vonult vissza. Napóleon 1812-es oroszországi hadjárata idején felkérték, hogy vezesse a Tambovi kormányzóság népfelkelőit, ám betegségére hivatkozva ezt visszautasította. Utolsó éveiben a vallásnak és jótékonykodásnak szentelte magát.
Fjodor Fjodorovics Usakov 1817. október 14-én halt meg Alekszejevka faluban. Életének valamennyi 43 tengeri csatáját megnyerte és soha nem veszített egy hajót sem.

## Kitüntetései

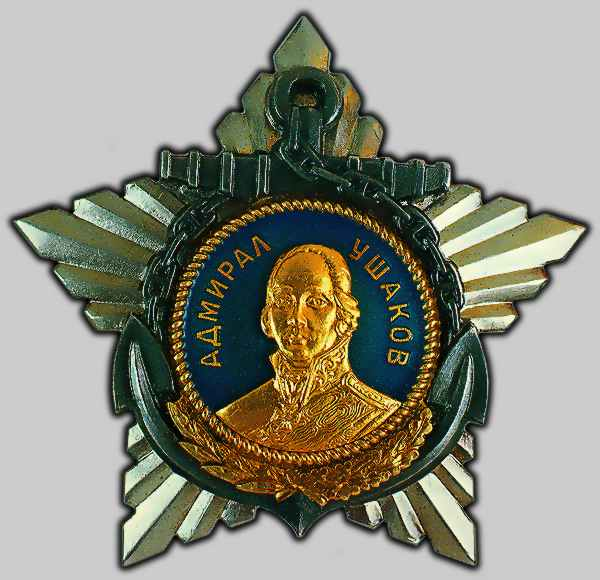
Az Usakov-rend I.fokozata

- Szent Vlagyimir-rend IV. fokozat (1784), III. fokozat (1788), II. fokozat (1790)
- Szent György-rend IV. fokozat (1788), II. fokozat (1790)
- Szent Alekszandr Nyevszkij-rend (1791) a gyémántokkal (1798)
- Szent Januáriusz-rend (A Két Szicília Királyságától)
- Jeruzsálemi Szent János-rend (1798)
- Az oszmán szultántól çelenk-et, drágaköves kalapdíszt kapott
- A Hét Sziget Köztársaságának kormánya arany díszkardot adományozott neki

## Emlékezete
A Szovjetunió Legfelsőbb Tanácsa 1944. március 3-án létrehozta az Usakov-rendet, amely az egyik legmagasabb katonai kitüntetésnek számított. Az ország szétbomlása után az Oroszországi Föderáció továbbra is fenntartja a kitüntetést. Usakovról számos hajót, utcát, teret, még aszteroidát is neveztek el, és több emlékművet állítottak a tiszteletére. Novorosszijszkban róla nevezték el az Állami Tengerészeti Akadémiát, Kalinyingrádban pedig a Haditengerészeti Intézetet. 2006-ban Szaranszkban megnyílt az Usakovról elnevezett pravoszláv katedrális. Mordvinföldön róla nevezték el Usakovka falut.
2001 augusztus 5-én az orosz pravoszláv egyház szentté avatta Fjodor Usakovot, aki az orosz haditengerészet és a stratégiai bombázók védőszentje.

## Fordítás
- Ez a szócikk részben vagy egészben  a(z)   Ушаков, Фёдор Фёдорович című orosz Wikipédia-szócikk ezen változatának fordításán alapul.  Az eredeti cikk szerkesztőit annak laptörténete sorolja fel. Ez a jelzés csupán a megfogalmazás eredetét és a szerzői jogokat jelzi, nem szolgál a cikkben szereplő információk forrásmegjelöléseként.